# Laure Junot d'Abrantès
Laure Junot d'Abrantès, nata Permon (Montpellier, 6 novembre 1784 – Parigi, 7 giugno 1838), è stata una scrittrice e memorialista francese.

## Biografia
Era figlia di M. de Permon, ex-amministratore in Corsica, e di Mademoiselle Panoria Comnène, sorella di Démétrius Comnène, discendente di imperatori bizantini: i Comneni erano infatti l'ultima dinastia greca dell'Impero di Trebisonda.
Laure d'Abrantès raccontò nelle sue Mémoires che il giovane Napoleone Bonaparte aveva chiesto sua madre in sposa dopo che questa era diventata vedova. È certo che Napoleone frequentò molto la sua famiglia dopo che essa si stabilì, in seguito a varie vicissitudini, a Parigi dopo la caduta dei giacobini il 9 termidoro dell'anno II.
Andata in sposa al generale Junot all'inizio del Consolato, entrò presto nell'animata vita parigina, dove la sua bellezza, il suo spirito caustico e la sua stravaganza non tardarono a farla notare. Il primo Console la soprannominò «piccola peste», ma trattava lei e Junot con la più grande generosità, fatto che non le impedì di profondersi in sarcasmo e calunnie nei suoi confronti nelle Mémoires. Fece sfoggio, durante la missione diplomatica di suo marito a Lisbona, di una tale prodigalità che quest'ultimo si ritrovò, al suo ritorno a Parigi nel 1806, carico di debiti, tanto che i suoi intrighi non riuscirono a rimediare alla situazione. Lei lo raggiunse nuovamente a Lisbona dopo la sua entrata vittoriosa nella città alla fine del 1807, ma anche le elargizioni e il bottino guadagnato a Lisbona non soddisfecero le sue esigenze. Accompagnò Junot per parte della guerra di Spagna.
Di ritorno in Francia, la vivacità delle sue osservazioni e la ricezione di invitati sgraditi all'Imperatore suscitano il disappunto di quest'ultimo. L'aggravamento dei problemi mentali di Junot la minacciò di rovina, il che spiegherebbe il suo coinvolgimento negli intrighi che miravano a restaurare i Borboni al trono nel 1814. Non si schierò con Napoleone durante i Cento Giorni.
Dopo il 1815, trascorse la maggior parte del suo tempo a Roma, nel mondo artistico da lei animato con la vivacità della sua conversazione. Spirituali ma alquanto vendicative, le Mémoires historiques sur Napoléon Ier, la Révolution, le Directoire, l'Empire et la Restauration da lei pubblicate a Parigi nel 1831-35 in 18 volumi, furono ristampate innumerevoli volte.
Tra le sue opere più note vi sono:
- Histoires contemporaines (2 tomi, 1835);
- Scènes de la vie espagnole (2 tomi, 1836);
- Histoire des salons de Paris (6 tomi, 1837-1838);
- Souvenirs d'une ambassade et d'un séjour en Espagne et en Portugal, de 1808 & 1811 (2 tomi, 1837).
- Les femmes célèbres de tous les pays, leurs vies et leurs portraits, Parigi 1834 (in collaborazione con Joseph Straszewicz) 
  - Vite e ritratti delle donne celebri d'ogni paese, opera della duchessa D'Abrantès, continuata per cura di letterati italiani, Milano, Stella, 1834-1839, 4 voll.